# Michael Adeane
 (octobre 2013).
Si vous disposez d'ouvrages ou d'articles de référence ou si vous connaissez des sites web de qualité traitant du thème abordé ici, merci de compléter l'article en donnant les références utiles à sa vérifiabilité et en les liant à la section « Notes et références ».
Michael Edward Adeane (30 septembre 1910 – 30 avril 1984), baron Adeane, est le secrétaire privé et le conservateur des archives privées de la reine Élisabeth II de 1953 à 1972.
Ses charges le conduisent à conseiller la reine dans les matières concernant la monarchie britannique et son gouvernement. Il est aussi le lien privilégié entre les gouverneurs généraux des royaumes du Commonwealth et la souveraine.

## Distinctions
- Ordre du Bain